# Хмельница (Черниговская область)
Хмельни́ца (укр. Хмільни́ця) — село Черниговского района Черниговской области Украины, центр сельского Совета. Расположено в 20 км от районного центра и в 5 км от железнодорожной станции Халявино Юго-Западной железной дороги. Население 553 человека по состоянию на 2024 год.
Код КОАТУУ: 7425589301. Почтовый индекс: 15510. Телефонный код: +380 462.

## История
Возле села Хмельница и села Рыжики обнаружены 2 поселения эпохи бронзы (II тысячелетие до н. э.), 2 — VIII—III вв. до н. э., 4 раннеславянских (III—V вв.), а также 6 поселений и 3 курганных могильника времён Киевской Руси (IX—XIII вв.). На поселении в урочище Шумгай (близ с. Хмельницы) исследованы 2 древнерусских жилища (X, XII вв.), а на древнерусском могильнике у с. Рыжики — 2 кургана IX—XIII веков.
Первое письменное упоминание о Хмельнице относится к 1623 г. Советская власть установлена в январе 1918 г. На фронтах Великой Отечественной войны сражались 235 жителей села, из них 137 отмечены правительственными наградами, 110 погибли. В честь воинов-освободителей и воинов-односельчан, отдавших жизнь в борьбе против гитлеровских оккупантов, в селе установлен памятник.

## Власть
Орган местного самоуправления — Хмельницкий сельский совет. Почтовый адрес: 15510, Черниговская обл., Черниговский р-н, с. Хмельница, ул. Широкая, 1, тел. 68-76-31, 69-71-22, факс 687—631.
Хмельницкому сельскому совету, кроме Хмельницы, подчинены сёла:
- Равнополье;
- Рыжики;
- Рябцы.

## Галерея

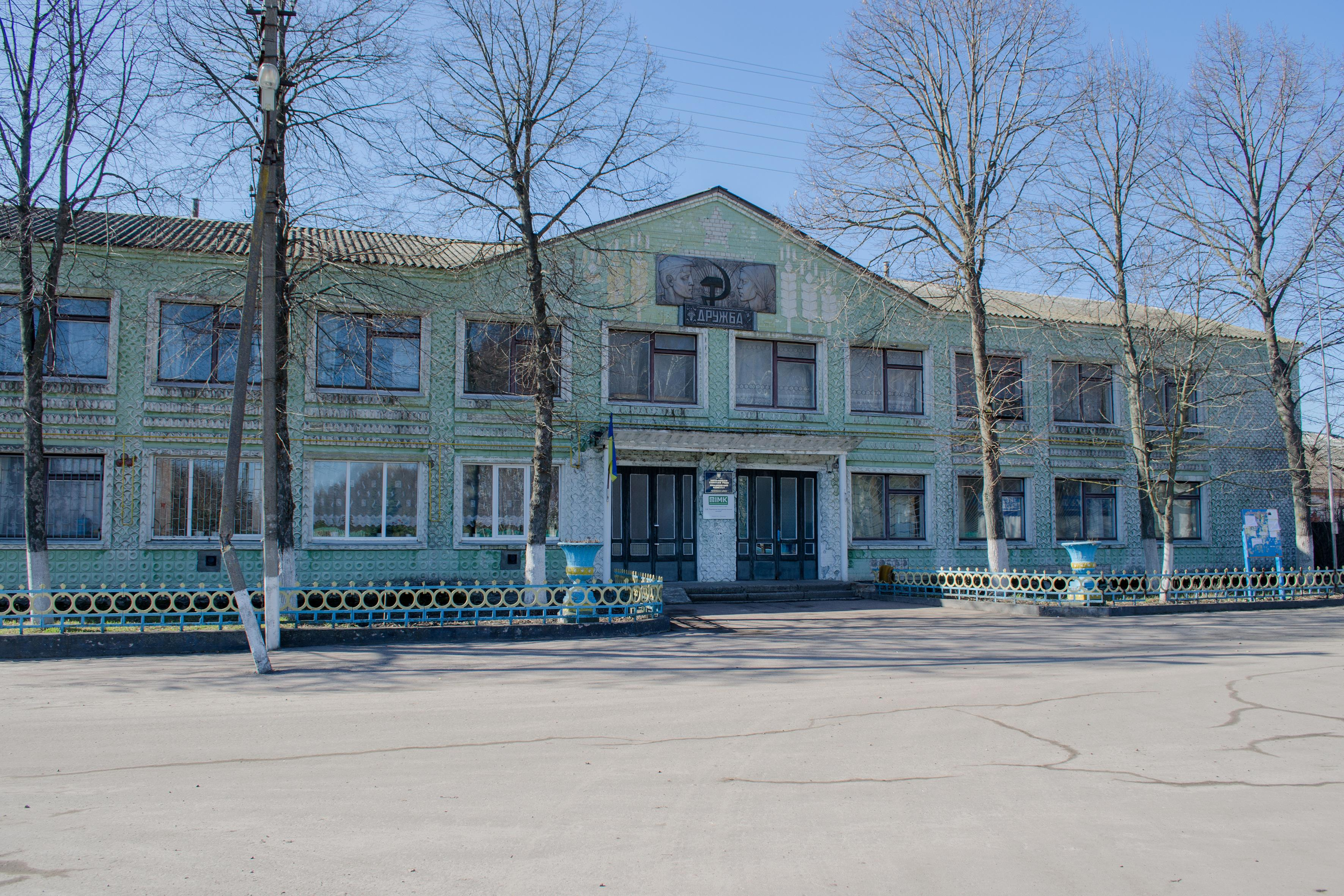
Сельсовет
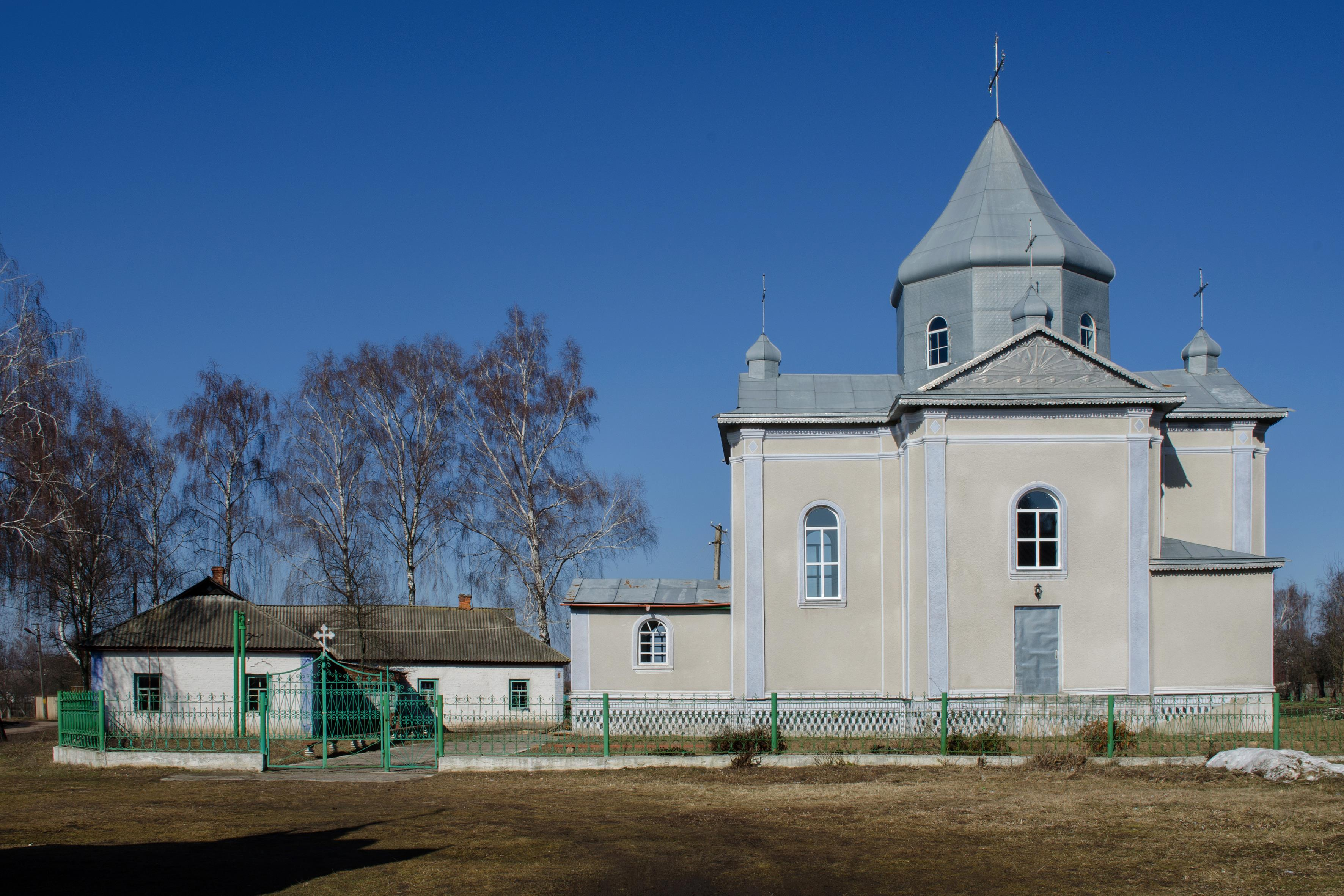
Церковь
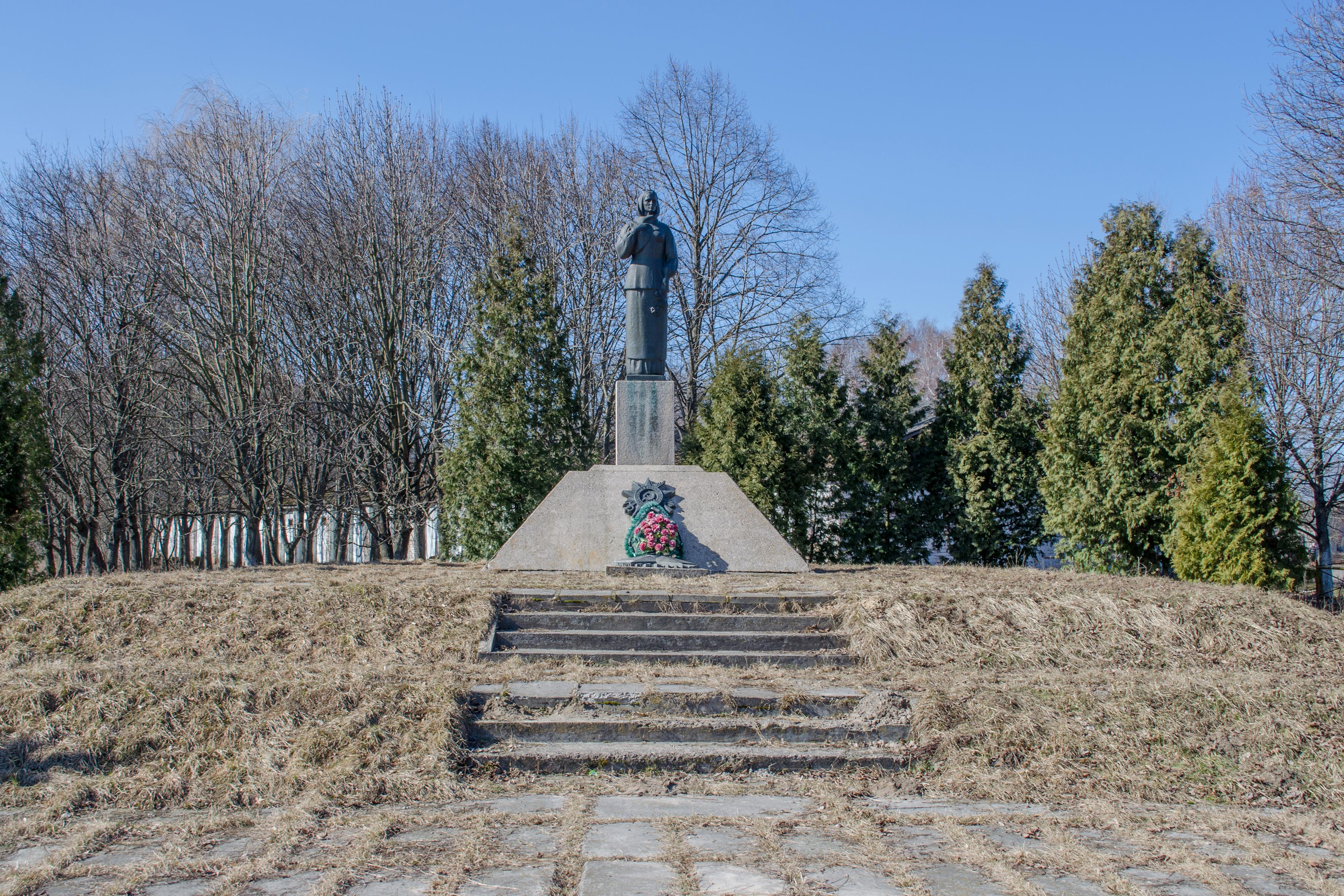
Памятник и вечный огонь
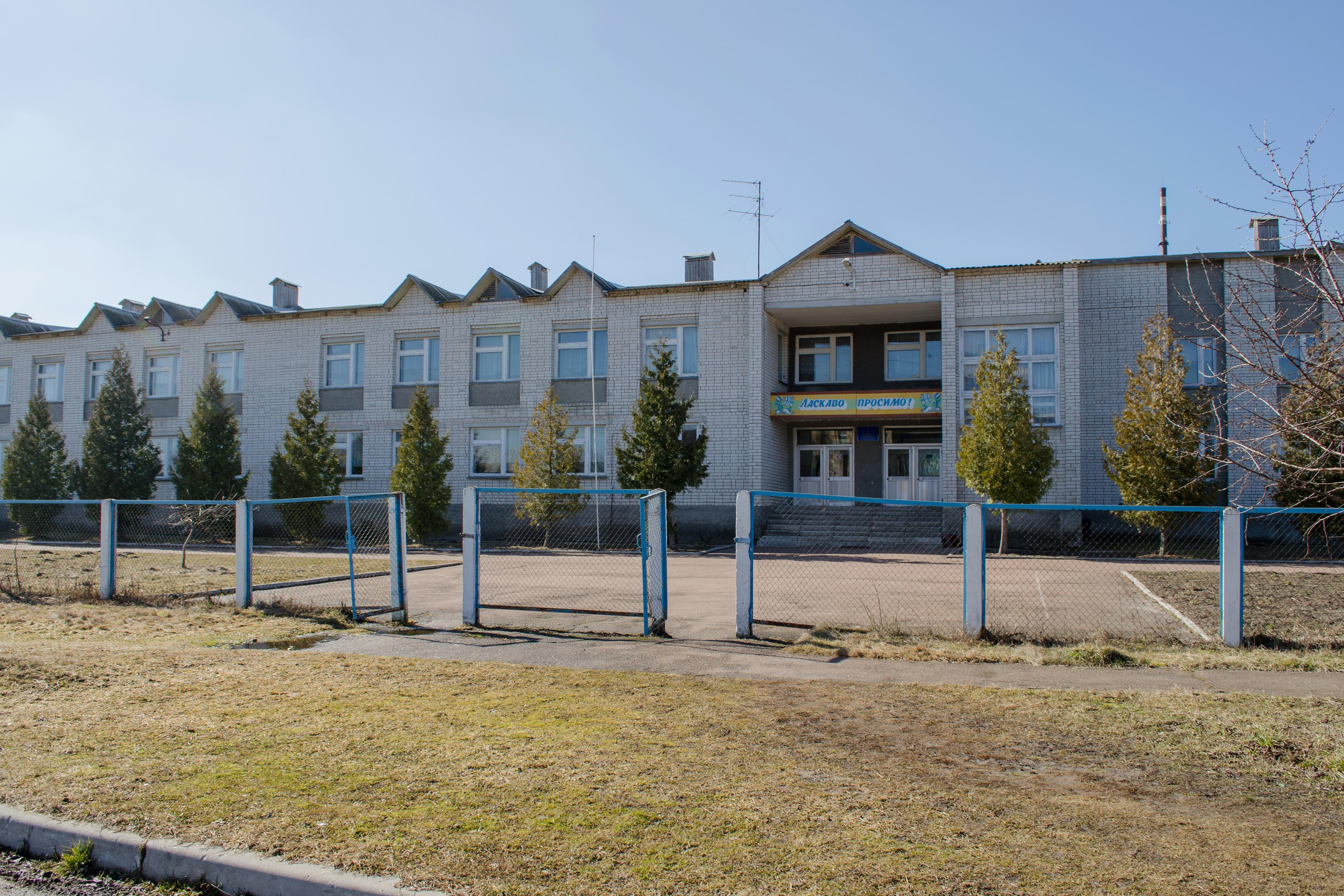
Школа
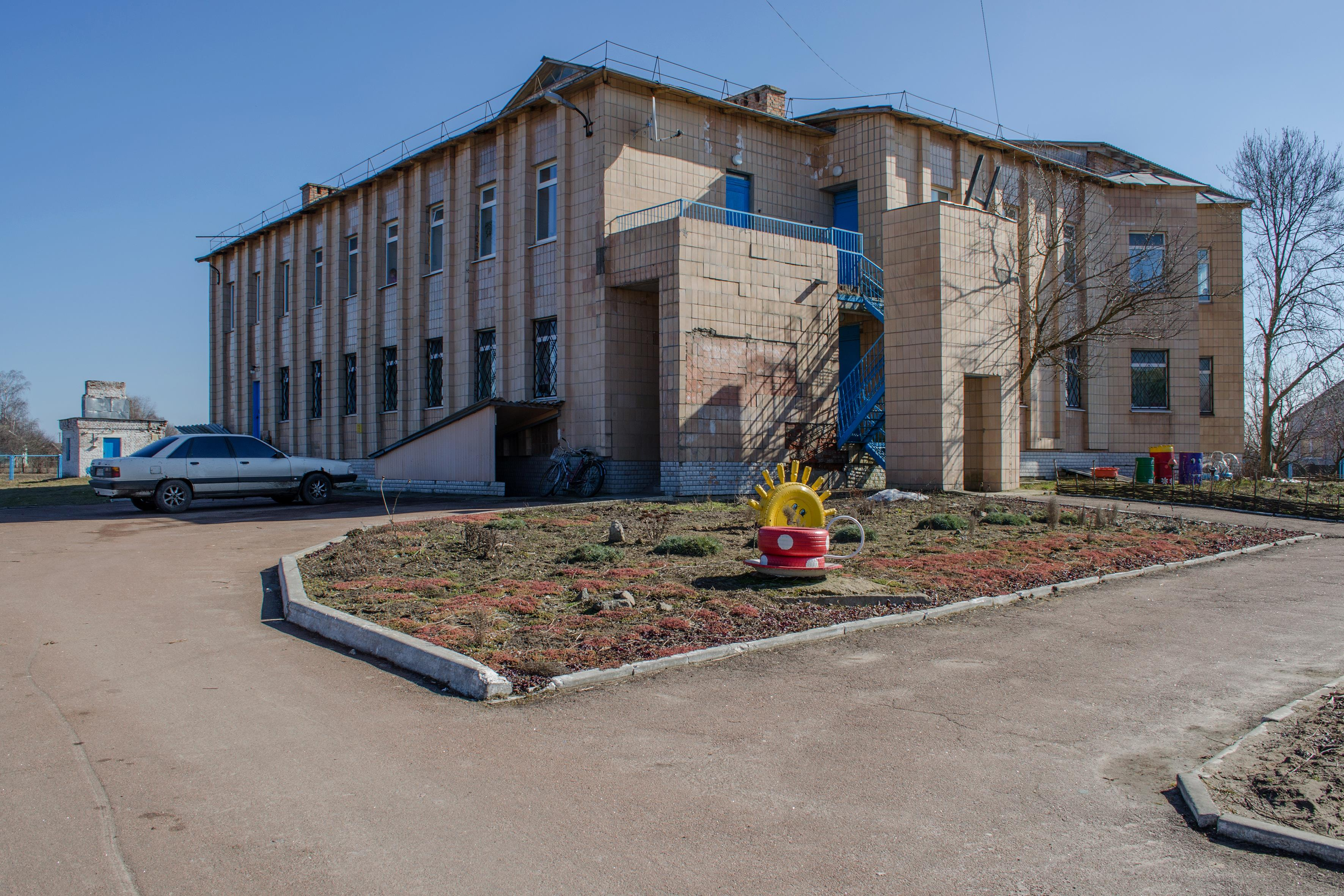
Детский реабилитационный центр
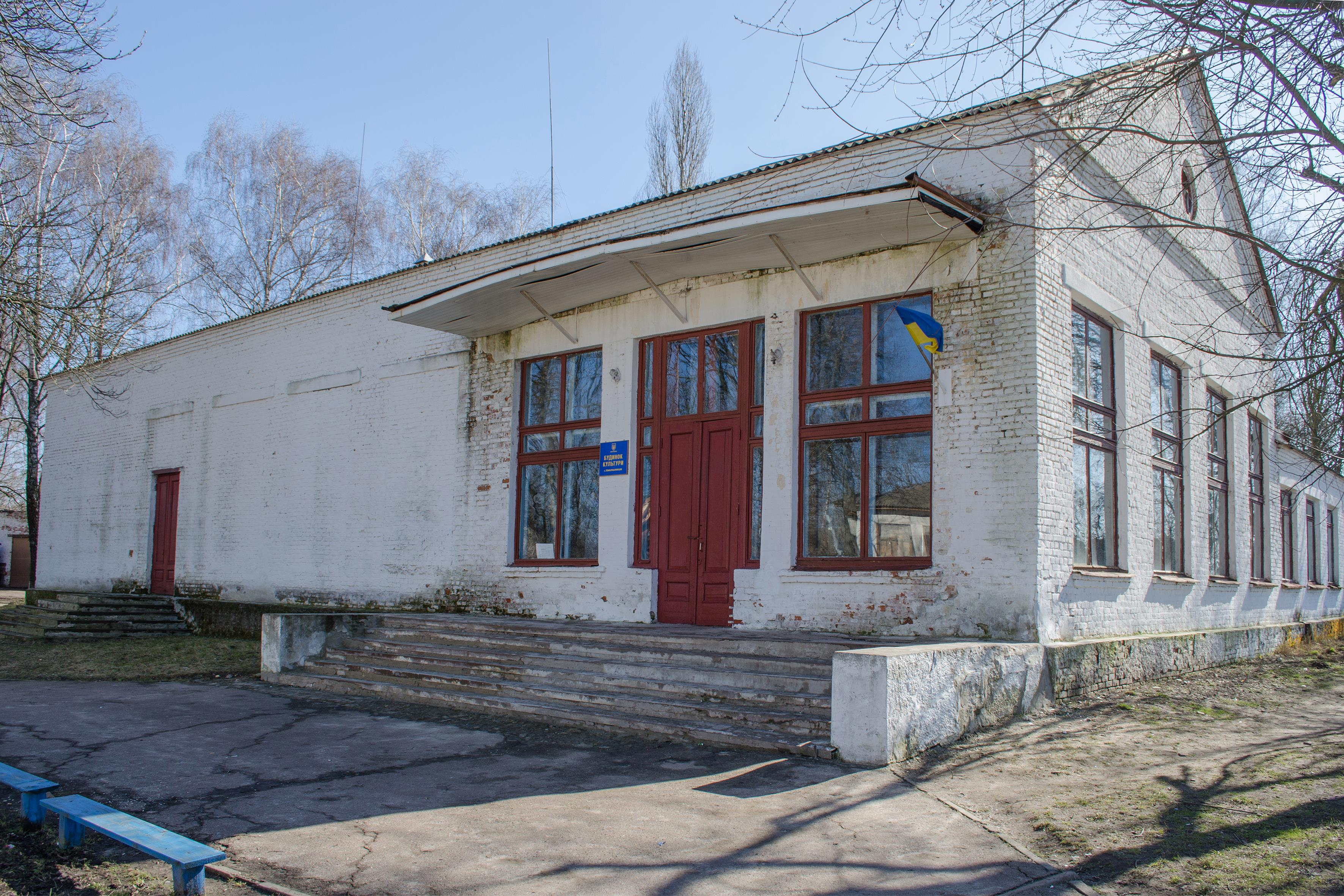
Дом культуры
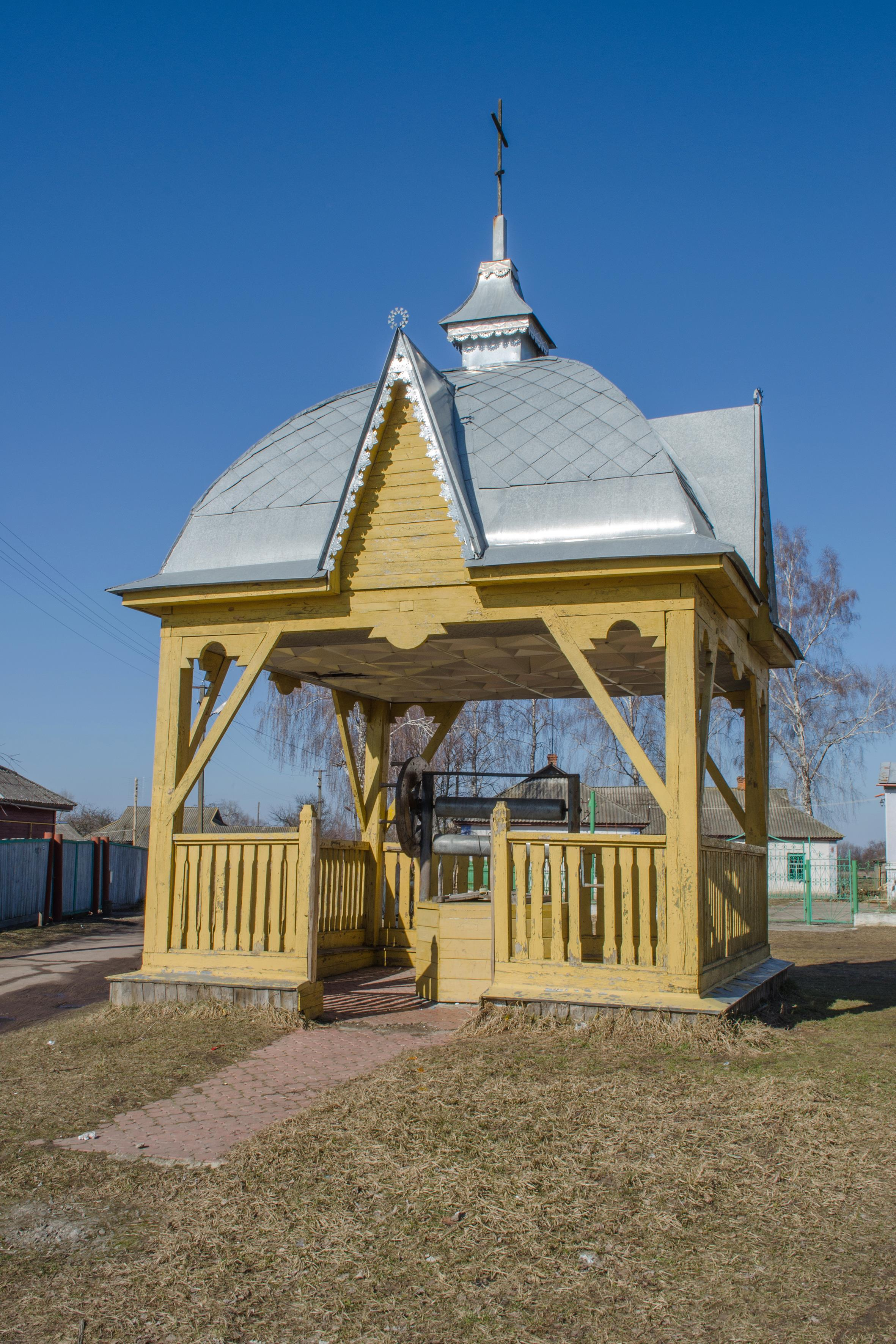
Колодец
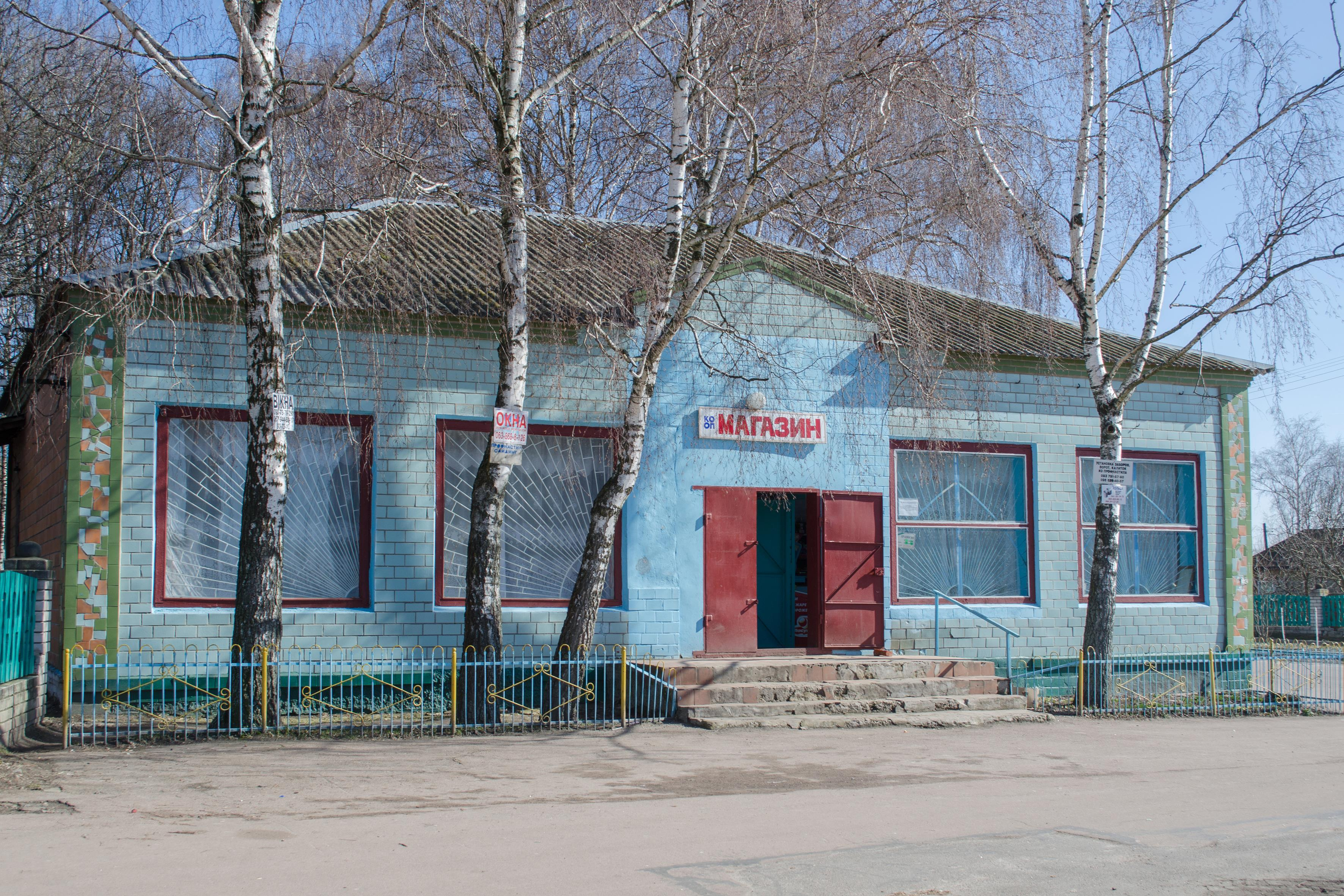
Магазин
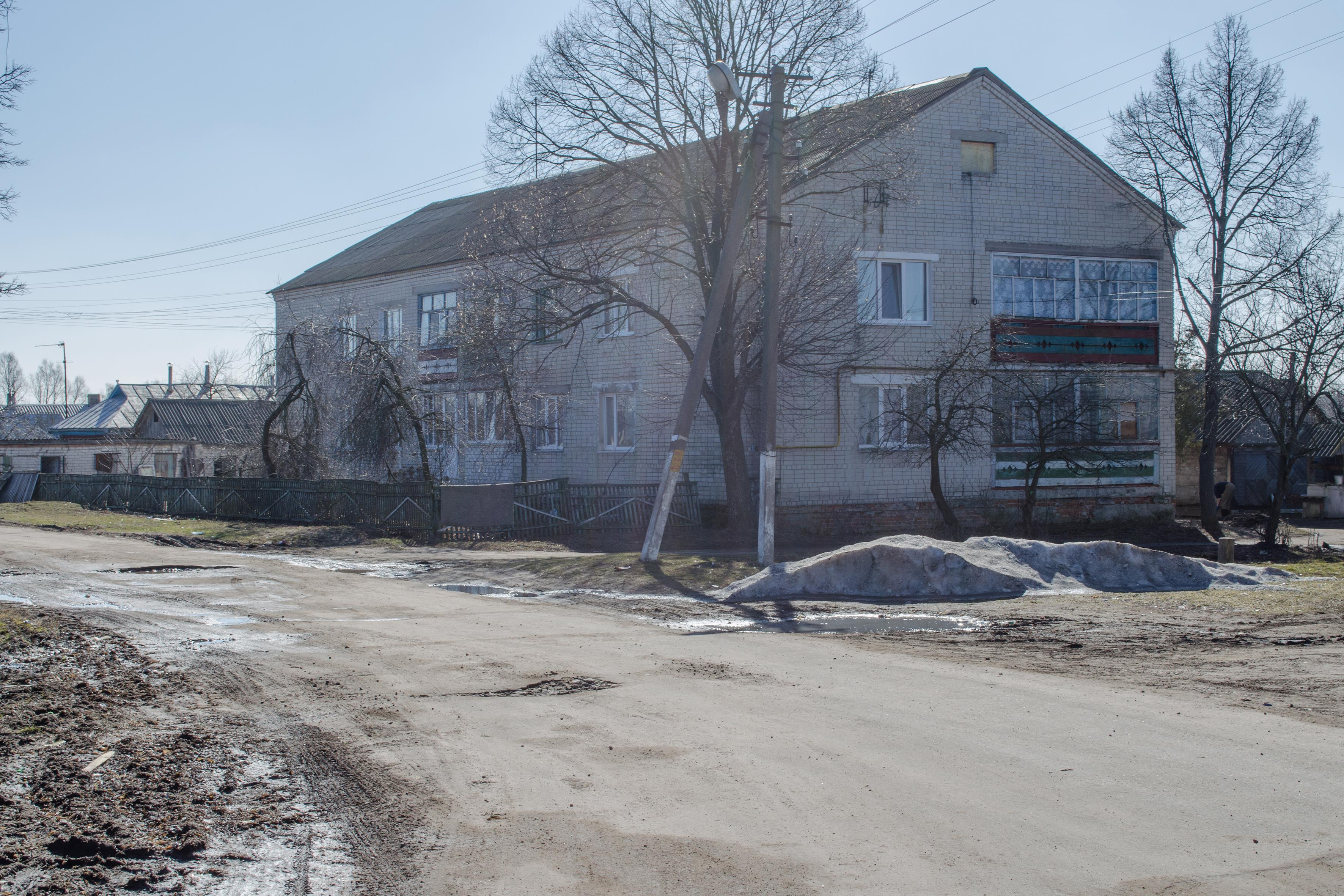
Двухэтажка
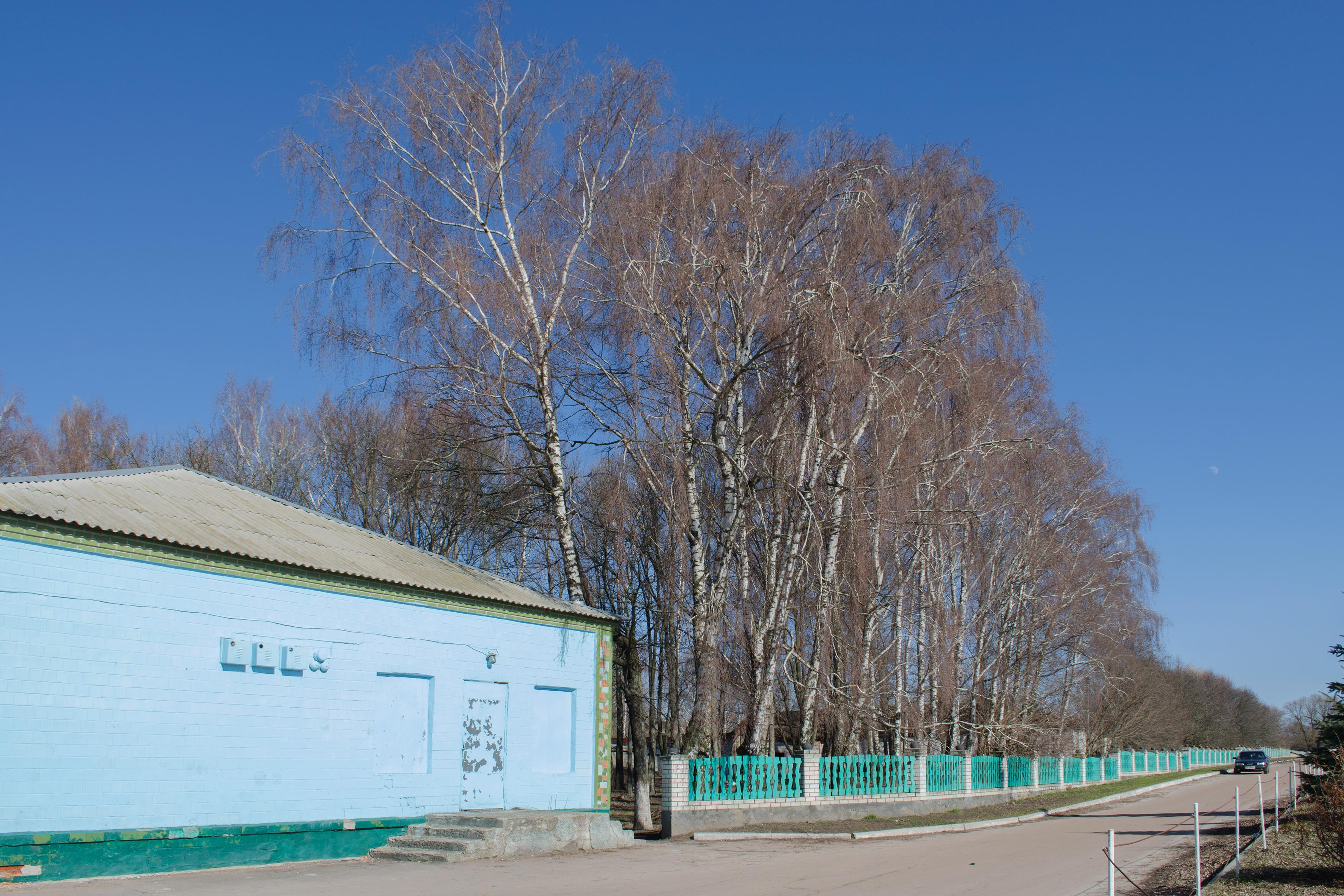
Улица
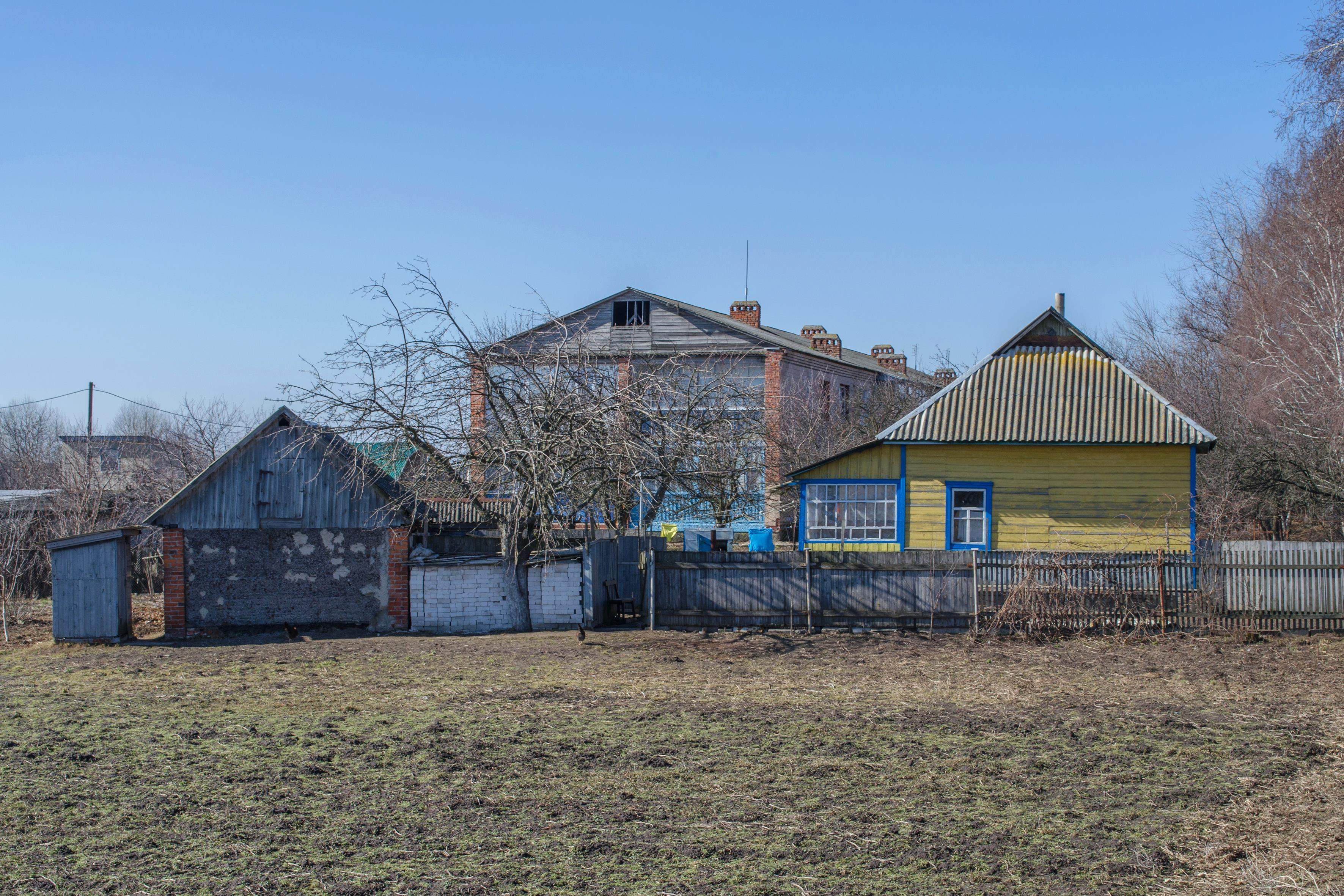
Околица